# Chrysopogon megalius
Chrysopogon megalius är en tvåvingeart som beskrevs av Clements 1985. Chrysopogon megalius ingår i släktet Chrysopogon och familjen rovflugor. Inga underarter finns listade i Catalogue of Life.